# Wybory do Parlamentu Europejskiego w Wielkiej Brytanii w 2014 roku
Wybory do Parlamentu Europejskiego w VIII kadencji w Wielkiej Brytanii zostały przeprowadzone 22 maja 2014. W ich wyniku wybrano 73 europarlamentarzystów. Frekwencja wyniosła 34,17%.
W tym samym dniu w Wielkiej Brytanii przeprowadzono wybory samorządowe.

## Wyniki wyborów
Opracowano na podstawie oficjalnych wyników. Podano partie, które zdobyły około 0,5% głosów lub więcej.
| Lista wyborcza                                | Głosy     | %     | Mandaty | Zmiana |
| --------------------------------------------- | --------- | ----- | ------- | ------ |
| Partia Niepodległości Zjednoczonego Królestwa | 4 376 635 | 26,60 | 24      | 11     |
| Partia Pracy                                  | 4 020 646 | 24,43 | 20      | 7      |
| Partia Konserwatywna                          | 3 792 549 | 23,05 | 19      | 6      |
| Partia Zielonych Anglii i Walii               | 1 136 670 | 6,91  | 3       | 1      |
| Szkocka Partia Narodowa                       | 389 503   | 2,37  | 2       | –      |
| Liberalni Demokraci                           | 1 087 633 | 6,61  | 1       | 10     |
| Sinn Féin                                     | 159 813   | 0,97  | 1       | –      |
| Demokratyczna Partia Unionistyczna            | 131 163   | 0,80  | 1       | –      |
| Plaid Cymru                                   | 111 864   | 0,68  | 1       | –      |
| Ulsterska Partia Unionistyczna                | 83 438    | 0,51  | 1       | –      |
| An Independence from Europe                   | 235 124   | 1,43  | 0       | –      |
| Brytyjska Partia Narodowa                     | 179 694   | 1,09  | 0       | 2      |
| English Democrats                             | 126 024   | 0,77  | 0       | –      |
| Szkocka Partia Zielonych                      | 108 305   | 0,66  | 0       | –      |
| Socjaldemokratyczna Partia Pracy              | 81 594    | 0,50  | 0       | –      |
| Traditional Unionist Voice                    | 75 806    | 0,50  | 0       | –      |